# Aidomaggiore
Aidomaggiore (sardinski: Aidumajòre, Bidumajòre) je grad i općina (comune) u pokrajini Oristanu u regiji Sardiniji, Italija. Nalazi se na nadmorskoj visini od 250 metara i ima 451 stanovnika.
 Prostire se na 41,21 km2. Gustoća naseljenosti je 11 st/km2.
Susjedne općine su: Borore, Dualchi, Ghilarza, Norbello, Sedilo i Soddì.